# FF Орла
FF Орла — классическая цефеида, расположенная в созвездии Орла.
Видимый блеск объекта меняется от 5,18 до 5,51 звёздной величины с периодом 4.470848 дня, это означает, что звезда слабо видна невооружённым глазом в городских и пригородных условиях. Первоначально звезда была известна как HR 7165, на её переменность впервые указал Чарльз Морс Хаффер в августе 1927 года, наблюдавший характерный для цефеиды вид кривой блеска. Звезда как переменная получила обозначение FF Орла. Анализ блеска на протяжении 122 лет показал, что период пульсации возрастает на 1,072 ± 0,011 секунды в год. Расстояние от Солнца до звезды оценивается в 1350 ± 46 световых лет (по данным об угловом диаметре и оценке радиуса).
Будучи жёлтым сверхгигантом, FF Орла пульсирует с изменением температуры, диаметра и светимости. Как и все цефеиды, она исчерпала запас водорода в ядре, охладилась, расширилась и ушла от главной последовательности. В настоящее время она быстро эволюционирует по направлению к асимптотической ветви гигантов.
FF Орла, вероятно, является четверной звёздной системой. Анализ спектра показал, что объект является спектроскопической двойной системой, где слабый компонент считается звездой главной последовательности спектрального класса от A9V до F3V, обращающейся с периодом 3,92 года. Третья звезда, выявленная методами спекл-интерферометрии, вероятно является более холодной звездой, ушедшей с главной последовательности. Четвёртая звезда, обладающая звёздной величиной 11,4 и расположенная в 6 угловых секундах от остальных компонентов, с малой вероятностью является компонентом данной системы.